# Vết bớt
Vết bớt là một bất thường bẩm sinh, lành tính trên da, xuất hiện khi mới sinh hoặc xuất hiện ngay sau khi sinh, thường là trong tháng đầu tiên. Chúng có thể xuất hiện ở bất kỳ vị trí nào trên da. Các vết bớt là do sự phát triển quá mức của các mạch máu, tế bào sắc tố (melanocyte), cơ trơn, chất béo, nguyên bào sợi, hay keratinocyte.
Các bác sĩ da liễu (dermatologist) phân chia vết bớt thành hai loại: vết bớt sắc tố và vết bớt mạch máu. Các vết bớt sắc tố gây ra bởi các tế bào sắc tố da dư thừa bao gồm: nốt ruồi, đốm Café au lait và đốm Mông Cổ (Mongolian spot). Vết bớt mạch máu, còn được gọi là vết bớt đỏ (bớt son), là do mạch máu tăng lên và bao gồm các vết đốm (mảng cá hồi), u mạch máu và vết rượu vang đỏ (port-wine stain). Hơn 1/10 trẻ sơ sinh có vết bớt mạch máu trước 1 tuổi.
Các bớt rượu vang đỏ xuất hiện do các mạch máu tập trung quá nhiều dưới da, thường có màu đỏ sậm với hình dạng không đều, rộng và phẳng theo da. Nếu các vết bớt này xuất hiện ở khu vực trên mi mắt hoặc vùng trán, cha mẹ nên đưa bé đi khám để xem bé có bị tăng nhãn áp hay sự bất thường của vùng vỏ não sturge-weber hay không.
Một số loại vết bớt là một phần của nhóm tổn thương da được gọi là nevi hoặc naevi, tiếng Latinh có nghĩa là "vết bớt". Các vết bớt xuất hiện do sự mất cân bằng cục bộ trong các yếu tố kiểm soát sự phát triển và di chuyển của các tế bào da. Ngoài ra, người ta biết rằng các vết bớt mạch máu không di truyền.